# Hölder (Rebsorte)
Hölder ist eine 1955 gezüchtete Weißweinsorte. Hölder wurde an der Staatlichen Lehr- und Versuchsanstalt für Wein- und Obstbau in Weinsberg durch August Herold aus den Sorten Riesling und Ruländer gekreuzt. Amtlich wird er mit der Zuchtstammnummer We S 397 gekennzeichnet. Die Sorte besitzt seit 1987 Sortenschutz und wurde im gleichen Jahr in die Sortenliste eingetragen. Die Rebfläche in Deutschland betrug im Jahr 2022 3 ha. Im Jahr 2007 betrug die Rebfläche nur noch 6 Hektar, nachdem sie im Jahr 2001 noch bei 12 Hektar lag. 
Die Rebsorte ist dem Dichter und Sohn der Stadt Lauffen am Neckar, Friedrich Hölderlin gewidmet. Die Weine sind kräftig, fruchtig und haben einen ausgeprägten Riesling-Charakter.
Siehe auch den Artikel Weinbau in Deutschland sowie die Liste von Rebsorten.
Synonym: Zuchtstammnummer We S 397
Abstammung: Riesling Klon 044 x Ruländer Klon H1

## Ampelographische Sortenmerkmale
In der Ampelographie wird der Habitus folgendermaßen beschrieben:
- Die Triebspitze ist offen. Sie ist nur leicht wollig behaart. Die grünen Jungblätter sind bronzefarben gefleckt (Anthocyanflecken).
- Die kleinen bis mittelgroßen Blätter sind fünflappig. Die Stielbucht ist halb überlappt geschlossen. Das Blatt ist stumpf gezähnt. Die Blattoberfläche (auch Spreite genannt) ist nur leicht blasig.
- Die kegelförmige Traube ist mittelgroß bis groß und mäßig dichtbeerig. Die rundlichen Beeren sind klein bis mittelgroß und von grün-gelblicher farbe. Das Aroma der Beere ist fast neutral.

Die Rebsorte Hölder treibt mittelspät aus und ist somit wenig empfindlich gegen eventuelle späte Frühjahrsfröste. Ihn zeichnet bei guter Holzreife eine gute Winterfrosthärte aus. 
Die Sorte ist mäßig anfällig gegen den Echten Mehltau und wenig anfällig gegen den Falschen Mehltau sowie gegen die Grauschimmelfäule.

## Verbreitung
Die Rebflächen in Deutschland verteilen sich wie folgt auf die einzelnen Anbaugebiete:
| Weinbaugebiet          | Rebfläche (Hektar) |
| Ahr                    | -                  |
| Baden                  | unter 0,5          |
| Franken                | -                  |
| Hessische Bergstraße   | -                  |
| Mittelrhein            | -                  |
| Mosel                  | unter 0,5          |
| Nahe                   | unter 0,5          |
| Pfalz                  | 1                  |
| Rheingau               | -                  |
| Rheinhessen            | 2                  |
| Saale-Unstrut          | 1                  |
| Sachsen                | -                  |
| Stargarder Land        | -                  |
| Württemberg            | 2                  |
| TOTAL Deutschland 2007 | 6                  |

Quelle: Rebflächenstatistik vom 13. März 2008, Statistisches Bundesamt, Wiesbaden 2008 in Beschreibende Sortenliste des Bundessortenamtes 2008, Seite 198ff.